# Hamana gelbata
Hamana gelbata är en insektsart som beskrevs av Delong 1942. Hamana gelbata ingår i släktet Hamana och familjen dvärgstritar. Inga underarter finns listade i Catalogue of Life.